# Kevin Ramírez (Fußballspieler, 1994)
Kevin Ramírez, vollständiger Name Kevin Federik Ramírez Dutra, (* 1. April 1994 in Rivera) ist ein uruguayischer Fußballspieler.

## Karriere

### Verein
Der nach Angaben seines Vereins 1,79 Meter große Offensivakteur Ramírez steht mindestens seit der 2013 im Erstligakader der  Montevideo Wanderers. Dort debütierte er am 8. Februar 2014 in der Clausura 2014 in der Primera División, als er im innerstädtischen Duell gegen den Liverpool FC in der 60. Spielminute für Diego Riolfo eingewechselt wurde. Bis zum Abschluss der Saison, in der die Wanderers die Clausura und die Vizemeisterschaft gewannen, absolvierte er zehn Erstligaspiele. Ein Tor erzielte er nicht. In der Apertura 2014 kam er zehnmal (ein Tor) in der höchsten uruguayischen Spielklasse zum Einsatz. Ende Januar 2015 schloss er sich auf Leihbasis dem Zweitligisten Miramar Misiones an. Dort lief er in der Clausura 2015 neunmal in der Segunda División auf und schoss sechs Tore. Anfang Juli 2015 kehrte er zu den Wanderers zurück und schoss für die Mannschaft des Klubs acht Tore bei 15 Erstligaeinsätzen in der Apertura 2015. Im Januar 2016 wechselte er zu Nacional Montevideo. Nacional erwarb dabei 20 Prozent der Transferrechte. Für die "Bolsos" absolvierte er in der Clausura 2016 acht Erstligapartien (zwei Tore) sowie neun Partien (ein Tor) in der Copa Libertadores 2016. Während der Saison 2016 wurde er zwölfmal in der Liga (vier Tore) eingesetzt und gewann mit dem Team die uruguayische Meisterschaft.

### Erfolge
- Uruguayischer Meister: 2016
- Clausura 2014 (Primera División, Uruguay)